# Giulio Busi
Giulio Busi (Bologna, 6 settembre 1960) è un filologo e saggista italiano.

## Biografia
Giulio Busi si è formato all'Università Ca' Foscari Venezia, dove, dal 1992, ha insegnato Lingua e letteratura ebraica. Nel 1999 è stato chiamato all'Università libera di Berlino per dirigere l'Istituto di Giudaistica. Oltre a collaborare con molte riviste specialistiche, dal 2000 scrive regolarmente, per il supplemento domenicale de "Il Sole 24 Ore", articoli dedicati alla letteratura e alla storia ebraica.
Giulio Busi vive dividendosi tra Berlino, Milano e Castiglione delle Stiviere. Dal 2013 è sposato con la sociologa della cultura e docente universitaria Silvana Greco.

## Ambiti di studio
Busi è un esperto di misticismo ebraico. Ha svolto ampie analisi del simbolismo lessicale, esplorando metodi conoscitivi e strategie di trasmissione nella tradizione ebraica. L'immaginario giudaico, nelle sue forme più palesemente estetiche e visuali, è stato per diversi anni al centro della sua ricerca. In Qabbalah visiva (2005) ha raccolto numerosi, antichi disegni cabbalistici inediti e ha così avviato un nuovo campo d'indagine sul grafismo mistico. Dirige un progetto internazionale sulla biblioteca cabbalistica che l'umanista Giovanni Pico della Mirandola si fece tradurre nel 1486 dal convertito Flavio Mitridate. La pubblicazione dei manoscritti latini, accompagnata dall'edizione critica dei testi ebraici e da una traduzione inglese, riporta alla luce un aspetto trascurato e di grande rilevanza del Rinascimento italiano.

## Opere
- Edizioni ebraiche del XVI secolo nelle Biblioteche dell'Emilia Romagna, Bologna, 1987.
- Cultura ebraica in Emilia Romagna, Rimini, 1987.
- Libri e scrittori nella Roma ebraica del Medioevo, Collana Eurasiatica, Rimini, Luisè, 1990, ISBN 978-88-85050-35-8.
- Il succo dei favi. Studi sull'umanesimo ebraico, Bologna, Fattodarte, 1992.
- Anania Coen. Editore e letterato ebreo tra Sette e Ottocento, Bologna, 1992.
- Libri ebraici a Mantova. Le edizioni del XVI secolo nella biblioteca della comunità ebraica, Collana Mantua judaica n.1, Firenze, Cadmo, 1996, ISBN 978-88-7923-034-6.
- Libri ebraici a Mantova. Le edizioni del XVII, XVIII e XIX secolo nella biblioteca della comunità ebraica, Collana Mantua judaica n.2, Firenze, Cadmo, 1997, ISBN 978-88-7923-163-3.
- Qabbalah, Biblioteca essenziale n.12, Roma-Bari, Laterza, 1998-2009, ISBN 978-88-420-5620-1.
- Lontano da Gerusalemme. Cronache ebraiche contemporanee, Collana ET Saggi n.1122, Torino, Einaudi, 2003, ISBN 978-88-06-16584-0.
- Qabbalah visiva, Collana i millenni, Torino, Einaudi, 2005, ISBN 978-88-06-16568-0.
- (EN) Hebrew to Latin, Latin to Hebrew. The Mirroring of Two Cultures in the Age of Humanism, Torino, Nino Aragno, 2006, ISBN 88-8419-261-7.
- L'enigma dell'ebraico nel Rinascimento, Torino, Nino Aragno, 2007, ISBN 978-88-8419-292-9.
- La Vera relazione sulla vita e i fatti di Giovanni Pico della Mirandola, Torino, Nino Aragno, 2010, ISBN 978-88-8419-466-4.
- (EN) Gate of Heaven, Torino, Nino Aragno, 2013, ISBN 978-88-8419-544-9.
- Lorenzo de' Medici. Una vita da Magnifico, Collezione Le Scie. Nuova serie, Milano, Mondadori, 2016, ISBN 978-88-04-67359-0.
- Michelangelo. Mito e solitudine del Rinascimento, Collezione Le Scie. Nuova serie, Milano, Mondadori, 2017, ISBN 978-88-046-8175-5.
- Marco Polo. Viaggio ai confini del Medioevo, Collezione Le Scie. Nuova serie, Milano, Mondadori, 2018, ISBN 978-88-0470-292-4.
- Città di luce. La mistica ebraica dei Palazzi Celesti, Collezione i millenni, Torino, Einaudi, 2019, ISBN 978-88-062-2820-0.
- La pietra nera del ricordo. Giornata della memoria. I primi vent'anni, con un contributo di Silvana Greco, Milano, Edizioni Il Sole 24 Ore, 2020, ISBN 978-88-634-5657-8.
- Cristoforo Colombo. Il marinaio dei segreti, Collezione Le Scie. Nuova serie, Milano, Mondadori, 2020, ISBN 978-88-047-1737-9.
- Indovinare il mondo. Le cento porte del destino, Collana Intersezioni, Bologna, Il Mulino, 2021, ISBN 978-88-152-9260-5.
- Giulio II. Il Papa del Rinascimento, Collezione Le Scie. Nuova serie, Milano, Mondadori, 2021, ISBN 978-88-047-3978-4.
- Uno. Il battito invisibile, Collana Voci. Storie di numeri, Bologna, Il Mulino, 2022, ISBN 978-88-152-9491-3.
- G. Busi-Silvana Greco, Amarsi. Seduzione e desiderio nel Rinascimento, Collana Grandi illustrati, Bologna, Il Mulino, 2022, ISBN 978-88-152-9982-6.
- Gesù, il re ribelle. Una storia ebraica, Collezione Le Scie, Milano, Mondadori, 2023, ISBN 978-88-047-7741-0.
- Giovanni. Il discepolo che Gesù amava, Collezione Le Scie, Milano, Mondadori, 2024, ISBN 978-88-047-8839-3.
- Il cantico dell'umiltà. Vita di San Francesco, collana Le Scie. Nuova serie, Milano, Mondadori, 2025, ISBN 88-04-801-23-9.

## Curatele
- Mistica ebraica. Testi della tradizione segreta del giudaismo dal III al XVIII secolo, a cura di Giulio Busi ed Elena Loewenthal, Collana i millenni, Torino, Einaudi, 1995, ISBN 88-06-13712-3.
- Simboli del pensiero ebraico. Lessico ragionato in settanta voci, Collana i millenni, Torino, Einaudi, 1999, ISBN 978-88-06-15138-6.
- Mantova e la qabbalah. Mantua and the Qabbalah, Collana Arte antica.Cataloghi, Ginevra-Milano, Skira, 2001, ISBN 978-88-849-1081-3.
- (EN) Catalogue of the Kabbalistic Manuscripts in the Library of the Jewish Community of Mantua. With an Appendix of Texts Edited Together with Saverio Campanini, Collana Mantua judaica n.3, Fiesole (Firenze), Cadmo, 2001, ISBN 978-88-7923-200-5.
- (EN) The Great Parchment. Flavius Mithridates' Latin Translation, the Hebrew Text, and an English Version, con Simonetta M. Bondoni e Saverio Campanini, Torino, Nino Aragno, 2004, ISBN 88-8419-189-0.
- Giovanni Pico della Mirandola. Mito, magia, Qabbalah, a cura di Giulio Busi e Raphael Ebgi, Collana i millenni, Torino, Einaudi, 2014, ISBN 978-88-06-19838-1.
- Emilio Isgrò. L’oro della Mirandola. Cancellature per Giovanni Pico, a cura di G. Busi e Silvana Greco, Castiglione delle Stiviere, Fondazione Palazzo Bondoni Pastorio, 2014, ISBN 88-95-49073-8.
- Il Rinascimento parla ebraico, a cura di G. Busi e Silvana Greco, Cinisello Balsamo (Milano), Silvana Editoriale, 2019, ISBN 978-88-366-4269-4.
- Leon Battista Alberti, Cantieri dell'Umanesimo, Collezione I Meridiani, Milano, Mondadori, 2023, ISBN 978-88-047-1419-4.
- La sposa mistica. Corpi terreni, erotismo divino. Dal «Cantico dei cantici» a Paul Celan, Collezione I Millenni, Torino, Einaudi, 2025, ISBN 978-88-062-5585-5.